# San Felice del Molise
San Felice del Molise é uma comuna italiana da região do Molise, província de Campobasso, com cerca de 813 habitantes. Estende-se por uma área de 24 km², tendo uma densidade populacional de 34 hab/km². Faz fronteira com Acquaviva Collecroce, Castelmauro, Mafalda, Montefalcone nel Sannio, Montemitro, Montenero di Bisaccia, Tavenna, Tufillo (CH).

## Demografia
| Variação demográfica do município entre 1861 e 2011                               |
|                                                                                   |
| Fonte: Istituto Nazionale di Statistica (ISTAT) - Elaboração gráfica da Wikipedia |